# Carlos Sarthou Carreres
Carlos Sarthou Carreres (Villarreal, Castellón; 3 de noviembre de 1876-Játiva, Valencia; 21 de julio de 1971) fue un juez e historiador español, pionero de la fotografía documental.

## Inicios
En el siglo XVIII la familia Sarthou (comerciantes de ascendencia francesa), se establecen en la localidad de Villarreal (en la provincia de Castellón). En 1901, en Valencia, Carlos Sarthou obtiene la licenciatura en Derecho y dos años más tarde consigue en la Universidad de Madrid el doctorado. Inicia su actividad profesional como secretario judicial en Villarreal, donde funda y preside la sección local de Cruz Roja Española. En 1909 consigue la plaza titular en Burriana, que ocupará hasta 1920, cuando se traslada a Játiva para ejercer de juez y archivero municipal.

## Trayectoria y Obra
Sus inquietudes culturales comienzan a manifestarse a partir de 1909, con la publicación de "Viaje por los santuarios de la provincia de Castellón", o "Impresiones de mi tierra", que motivarán su posterior colaboración como autor del volumen correspondiente a Castellón en la "Geografía General del Reino de Valencia" dirigida por Francesc Carreras en el año 1913. Ese mismo año es nombrado miembro de la Real Academia de la Historia, adscrito a la Comisión Provincial de Monumentos de Castellón (posteriormente, en 1921 lo sería de la de Valencia). En 1919 es designado delegado real de Bellas Artes en Castellón.
Trasladado voluntariamente a Játiva en 1920, debido a que allí había pasado circunstancialmente su viaje de bodas, quedando impresionado por su belleza y por su patrimonio histórico-artístico. Dirige el Centro de Cultura Valenciana, y por sus trabajos en la recuperación del patrimonio artístico y de documentación histórica de la ciudad de Játiva, recibe en 1923 el título de Hijo Adoptivo, y en 1940 el de Cronista Oficial. Durante estos años, Carlos Sarthou, pionero de la fotografía documental, recopila una gran colección gráfica de centenares de clichés sobre cristal y celuloide, compilados en dos importantes volúmenes con prólogo de Azorín: "Castillos de España" y "Catedrales de España", obras testimoniales de muchos monumentos y paisajes que posteriormente desaparecerán por culpa de la guerra o de la actividad urbanística.
En 1946 acaba su carrera judicial en Vicálvaro, por lo que puede dedicarse más intensamente a actividades culturales. Así, fue académico de Bellas Artes en Játiva 1953, miembro de la Institución Alfonso el Magnánimo (1956), y de la Hispanic Society de Nueva York (1959). También colaboró con numerosas revistas de divulgación y dirigió el Museo Municipal de Játiva hasta 1961. Su última publicación consistió en un estudio sobre "Iconografia Mariana" (1961). 
Entre otras  distinciones recibió la Medalla del Mérito Turístico, la Gran Cruz de Plata de la Sociedad de Amigos de los Castillos de España, Cronista de Honor de la Corona de Aragón, y fue presidente de la Asociación Nacional de Secretarios Judiciales de España.
Se suele decir que recomendó que el cuadro de Felipe V que se ubica en el Museo del Almudín de Játiva fuese colocado al revés, pero este hecho no contaba con testimonios que lo demostraran. La confirmación se produjo hace unos años gracias al historiador Germán Ramírez que, a través de documentos de los años 50, descubrió que Carlos Sarthou escribió en agosto de 1957 un artículo titulado «El Museo de Játiva. Datos históricodescriptivos» en la revista Valencia Atracción, que dirigía Francisco Almela y Vives. En este documento se puede encontrar una frase que lo corrobora, donde dice Sarthou que “el retrato de Felipe V lo colgué cabeza abajo en el Museo a mi cargo porque mandó incendiar Villarreal y Játiva, mis dos patrias valencianas, la nativa y la adoptiva”. El retrato se colocó “boca abajo por iniciativa de Carlos Sarthou Carreres, quien dirigió el museo hasta 1961 (al parecer, según diversos comentarios de personas de la época, quienes le ayudaron fueron jóvenes del Frente de Juventudes de Xàtiva). Es, sin duda alguna, todo un símbolo en señal de desaprobación de aquella decisión que tomó el monarca en el siglo XVIII (la de quemar la ciudad).”  En 1933 publicó tres tomos con la historia completa de la ciudad.